# Ramazzottius novemcinctus
Ramazzottius novemcinctus är en djurart som tillhör fylumet trögkrypare, och som först beskrevs av Ernst Marcus 1936.  Ramazzottius novemcinctus ingår i släktet Ramazzottius och familjen Hypsibiidae. Inga underarter finns listade i Catalogue of Life.